# 天順 (李珍)
天順（てんじゅん）は明代に浙江銭塘の李珍が自立し用いた私年号。1456年。明の元号とは別に建てられた。

## 西暦・干支との対照表
| 天順 | 元年    |
| 西暦 | 1456年  |
| 干支 | 丙子    |
| 明   | 景泰7年 |